# Barcelona Ladies Open 1988
Il Barcelona Ladies Open 1988 è stato un torneo di tennis giocato sulla terra rossa. 
È stata la 7ª edizione del torneo, che fa parte della categoria Tier V nell'ambito del WTA Tour 1988. 
Si è giocato al Real Club de Tenis Barcelona di Barcellona in Spagna, dal 25 aprile al 1º maggio 1988.

## Campionesse

### Singolare
Neige Dias ha battuto in finale  Bettina Fulco con il punteggio di 6–3, 6–3

### Doppio
Iva Budařová /  Sandra Wasserman hanno battuto in finale  Anna-Karin Olsson /  Marie-Jose Llorca con il punteggio di 1–6, 6–3, 6–2